# Martínez Lake
Martínez Lake es un lugar designado por el censo ubicado en el condado de Yuma en el estado estadounidense de Arizona. En el Censo de 2010 tenía una población de 798 habitantes y una densidad poblacional de 33,73 personas por km².

## Geografía
Martínez Lake se encuentra ubicado en las coordenadas 32°59′11″N 114°28′6″O / 32.98639, -114.46833. Según la Oficina del Censo de los Estados Unidos, Martínez Lake tiene una superficie total de 23.66 km², de la cual 21.17 km² corresponden a tierra firme y (10.52%) 2.49 km² es agua.

## Demografía
Según el censo de 2010, había 798 personas residiendo en Martínez Lake. La densidad de población era de 33,73 hab./km². De los 798 habitantes, Martínez Lake estaba compuesto por el 79.07% blancos, el 3.88% eran afroamericanos, el 0% eran amerindios, el 1.88% eran asiáticos, el 0% eran isleños del Pacífico, el 4.14% eran de otras razas y el 11.03% pertenecían a dos o más razas. Del total de la población el 20.68% eran hispanos o latinos de cualquier raza.